# Dee Nasty
Daniel Bigeault (1961), beter bekend als Dee Nasty, is een Franse diskjockey, rapper en oprichter van Radio Nova. In 1979 vertrekt Dee Nasty naar de Verenigde Staten en ontdekt daar de hiphopcultuur, met graffiti, breakdance en funk. Hij staat bekend als een van de grondleggers van hiphop in Frankrijk en is verantwoordelijk voor het eerste Franstalige rap-album. In 1982 start hij, samen met de rapper Lionel D, de piratenzender radio Nova. Op deze zender werden groepen als NTM, Assassin of IAM geïntroduceerd aan het liefhebbend publiek. Hij werd in 1990 Europees kampioen bij de DMS Championships. Als lid van Universal Zulu Nation werkte hij o.a. samen met Afrika Bambaataa, Grandmaster Flash en DJ Kool Herc.

## Discografie
- 1984 - Paname City rappin
- 1991 - Dee Nasty
- 1994 - Le Deenastyle
- 2000 - D&D Groove factory
- 2001 - Nastyness
- 2006 - Underground forever